# Cú vọ lưng nâu
Ninox scutulata là một loài chim trong họ Strigidae.